# カンジヤマ・マイム
カンジヤマ・マイムは、日本のマイムグループ。および、そのグループのマイムのこと。

## 来歴
1985年、アメリカマイムの第一人者トニー・モンタナロに師事していた藤倉健雄が結成。「感じる」心が「山盛り」になった「マイム」という意味で命名された。
今までになかった喋りながらのマイム芸は幅広い客層に受け入れられ、演芸場出演とともに日本テレビ系の『笑点』やNHKの『笑いがいちばん』などの演芸番組、教育テレビ（ユメディア号子ども塾）、旅番組（よみうりテレビの『遠くへ行きたい』）などに出演する。
2001年、藤倉健雄が米国ウィスコンシン大学よりフェローシップを授与され、渡米。同時に同演劇学部において教育演劇クラスを四年間指導し、2006年教育演劇において博士号取得。2006年日本での活動を再開している。2008年、アメリカ教育演劇協会（AATE）より藤倉の博士論文が最優秀論文賞を授与され、アトランタでの総会で授賞式が行われた（日本人初の受賞）。
テレビでよく見せる芸にラジオ体操をアレンジした「マイム体操」がある。一方で早稲田大学国際教養学部（SILS)、上智大学国際教養学部（FLA)などの講師としてさまざまな演劇関係の講義を持ち、マイムの著作活動も積極的に行っている。 現在NHKワールドによる海外向けテレビ放送番組 "Nihongo Quick Lesson" で、日本語をマイムで教えるコーナーを担当、また、NHK「おかあさんといっしょ」において2012年4月より開始された新コーナー「パント!」の振り付け、指導も行っている。
古今亭志ん輔一門で、落語協会会員。出囃子は、マイムマイム。

## メンバー

### 現在のメンバー
- 藤倉健雄 - 現在のカンジヤマA：(元はカンジヤマBを名乗っていた。) 1958年生まれ。1980年にニューヨーク州立大学演劇学部に所属しながらメーン州にてトニー・モンタナロに師事、1985年に同大学演劇科修士課程修了。2001年米国ウィスコンシン大学演劇学部よりフェローシップ（研究者奨学金）を授与され渡米、2006年博士号取得。（Ph.D in Educational Drama) 現在、早稲田大学国際教養学部非常勤講師
- 渡邊ありさ‐現在のカンジヤマB：幼少よりダンスを始め、高校演劇科を経て、ダンス専門学校を卒業。その後、アメリカ、ヨーロッパでダンス修行を積み、クラシックからコンテンポラリー、ストリートまで様々なダンスの技法を習得。2012年よりカンジヤママイムAに師事。
- 現在のカンジヤマC：多摩美術大学大学院修了。彫刻を専攻後、身体表現に興味を持ちパントマイムの道へ。

### 元メンバー
- 服部宣子 - 元カンジヤマA(1946年～2017年)。最初バレエを学び、パントマイムに転向してヨネヤマ・ママコに師事。のち渡米してトニー・モンタナロに師事。急性骨髄性白血病で死去[1]。

## 著書
著書に「おしゃべりなパントマイム」、「ザ・パントマイム」「動けば英語が身にしみる」(以上大月書店刊)、翻訳書に「パントマイムのすべて」(晩成書房)などがある。

## 関連人物
- 永六輔（カンジヤマ・マイムの芸を賞賛し、多方面に紹介している）